# Guillaume Colletet
Guillaume Colletet (12. března 1598 Paříž – 11. února 1659 tamtéž) byl francouzský básník a jeden ze zakládajících členů Francouzské akademie. Mezi jeho ochránce patřil i kardinál Richelieu. Byl otcem básníka Françoise Colleteta.

## Dílo
- Divertissements
- le Banquet des Poètes  (1646)
- Epigramme  (1653)
- Histoire des poètes français